# MGM-51 Shillelagh
Lo MGM-51 Shillelagh era un missile anticarro a guida infrarossa di produzione statunitense, prodotto a partire dal 1964. Il missile era progettato per essere lanciato dal cannone di un carro armato, in particolare da quello del carro leggero M551 Sheridan.
Pur adottato dallo United States Army, il sistema ebbe scarsa diffusione e al suo posto venne preferita l'adozione del BGM-71 TOW; gli ultimi Shillelagh furono ritirati dal servizio nel 1996.